# Клейст, Эвальд Юрген фон
Эвальд Юрген фон Клейст (нем. Ewald Georg von Kleist; 10 июня 1700, Вицево, Тыхово, Польша — 11 декабря 1748, Кошалин, Польша) — немецкий юрист, лютеранский клирик (чтец), физик.

## Биография

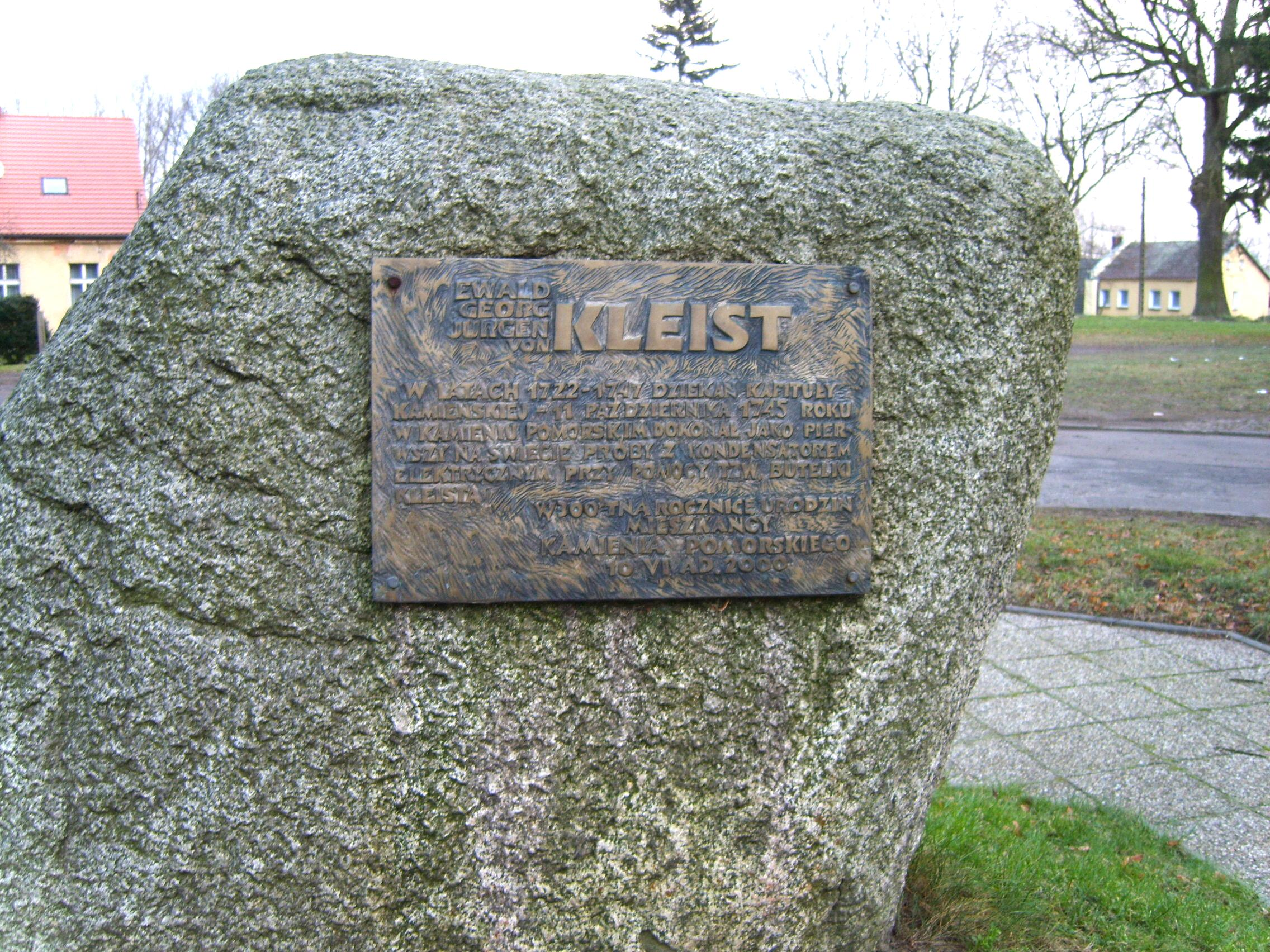
Памятный камень в Камень-Поморском

Представитель рода фон Клейстов, родился в деревне Вицево гмины Тыхово на северо-западе Польши. Изучал юриспруденцию в университетах Лейпцига и Лейдена, и, возможно, обучение во втором и влияние Вильгельма Гравезанда пробудило его интерес к электричеству. В 1722—1745 годах был старшим священником собора в Каммине Королевства Пруссия (сейчас — Камень-Поморский, Польша), после чего стал президентом королевского суда справедливости в Кошалине.
11 октября 1745 года Клейст самостоятельно изобрёл «медицинскую банку», которая может хранить электрический заряд в больших количествах. В конце 1745 года он сообщил о своем открытии группе немецких учёных, и эта новость была передана в Лейденский университет, где была тщательно исследована. Изобретение стало более известно как «лейденская банка» благодаря труду Питера ван Мушенбрука.